# Непалски конгрес
Непалски конгрес је политичка партија која делује у Непалу.
Основана је 1947. године, а 1951. је била предводница успешног демократског покрета којим је окончана апсолутистичка владавина династије Рана, те су политичари задобили одређени утицај у непалској политици. Поновно је била предводница демократске револуције 1990. године, овог пута у коалицији са разним левичарским партијама, с циљем даље демократизације непалског друштва.
Пред крај грађанског рата 2005, заједно с Комунистичком партијом Непала (маоистичком), радила је на окончању владавине династије Шах и обнови парламентарног система. Овај циљ постигнут је 2006. обновом парламента, укидањем монархије и проглашењем републике Непал.
Након избора за Уставотворну скупштину 2008. године, Непалски конгрес други по реду по броју посланичких места у скупштини.
Године 2007, с Непалским конгресом се спојио Непалски конгрес (демократски).
Партија је пуноправна чланица Социјалистичке интернационале.